# WWE 2K17
WWE 2K17 este un joc facut de compania 2K Sports acest joc este cel mai  nou joc din seria wwe 2k. Pe coperta in avem pe Brock Lesnar, my career este un mod in care iti creezi un jucator care evolueaza, Universe Mode este la fel ca my careeer. Acesta exista pe: playstation 4, xbox one, xbox 360, playstation 3, Microsoft Windows.